# Can Manté del Sallent
Can Manté del Sallent és una obra de Santa Pau (Garrotxa) inclosa a l'Inventari del Patrimoni Arquitectònic de Catalunya.

## Descripció
És una casa de planta rectangular amb el teulat a dues aigües i les vessants vers les façanes laterals. Va ser bastida amb carreus ben tallats a portes i angles de la casa. Les finestres, amb alguna excepció, tenien les llindes de fusta. Al costat de la casa hi ha una antiga pallissa, avui arreglada per a habitació. Ha estat totalment restaurada. Conserva la següent inscripció a la llinda: MANTER / GASPAR 1688.

## Història
La primera notícia es troba al diploma que Lluís el Tartamut, rei de França (any 880) va estendre en ple concili de Troies a favor del monestir de Banyoles i del seu abat. Després, la possessió serà confirmada amb delme, primícies i oblacions dels fidels, pels papes Benet VIII (1017), Urbà II (1097) i Alexandre (1175). La parròquia de Sant Vicenç de Sallent no va passar a la baronia de Santa Pau fins a l'any 1392. Va adquirir-la el baró Hug al rei Joan II, venda que després, al cap d'un any, confirmaria el rei Martí.